# 엄준식
엄준식(1991년~)은 대한민국의 인터넷 방송인이다. 예전에는 아무무라는 닉네임을 쓰기도 했다.
다음팟에서 방송을 시작했으며 다음팟이 카카오팟으로 바뀐 이후에도 방송을 진행했다.
2020년에 방송을 그만한다는 글을 올렸다. 이후에는 친분이 있는 방송인의 언급이나 유튜브나 라이브 방송을 통해 근황을 전하고 있다.
코로나 사태 이후 엄준식의 이름 자체가 인터넷 밈이 되었다. 특히 중절모는 그의 트러이드마크가 될 정도가 되었다.